# Bulbophyllum orbiculare
Bulbophyllum orbiculare là một loài phong lan thuộc chi Bulbophyllum.